# Roberto Garofoli
Roberto Garofoli, né le 20 avril 1966 à Tarente, est un magistrat et fonctionnaire italien.
De 2021 à 2022, il est secrétaire du Conseil des ministres du cabinet du Premier ministre Mario Draghi.

## Biographie
Roberto Garofoli est diplômé en droit de l'Université de Bari. il remporte un concours de la magistrature en 1994, devenant juge pénal et civil des tribunaux de Tarente et de Trani, où il a aussi traité des procédures mafieuses.
En 1999 intègre le Tribunal Administratif Régional des Pouilles, puis passe au Conseil d'État, où il occupe des fonctions dans les sections juridictionnelles et consultatives.
Il devient chef du bureau législatif du ministère des Affaires étrangères sous le ministre Massimo D'Alema dans le deuxième gouvernement Prodi.
Membre de la Commission mise en place par le gouvernement Berlusconi IV au Conseil d'État pour l'élaboration du Code de procédure administrative, approuvé par le décret législatif du 2 juillet 2010 n. 104 et entré en vigueur le 16 septembre de la même année. En 2011, il coordonne le projet national "Unité et égalité", inclus dans le programme officiel des célébrations du 150e anniversaire de l'Unification de l'Italie.
Il est l'auteur de nombreux ouvrages de monographies, de traités et d'ouvrages collectifs. Il a également été chargé de cours à l'Université Luiss. Il est directeur du mensuel "Neldiritto" (éditeur Neldiritto), spécialisé dans les travaux juridiques à destination des avocats et des juges, pour lequel, en 2009, avec Giuliano Amato, il a publié un volume sur l'administration publique italienne, intitulé  I Tre assi (Les Trois Axes) . Avec Giulia Bongiorno, il est l'auteur du volume Casi di penale. Atti e pareri (Affaires pénales. Actes et opinions).
Depuis décembre 2011, il est chef de cabinet du ministère de la fonction publique, avec le ministre Filippo Patroni Griffi, dans le gouvernement Monti, et coordinateur de la commission ministérielle pour le développement des mesures de transparence, de prévention et de lutte contre la corruption.La Commission, qui était entre autres le magistrat Raffaele Cantone et les professeurs d'université Bernardo Giorgio Mattarella, Francesco Merloni, Giorgio Spangher, a produit le rapport "Corruption en Italie - Pour une politique de prévention" contenant une analyse de la corruption phénomène, profils internationaux et propositions de réforme de la législation en la matière. Parmi les données rapportées dans le rapport, le classement de l'Italie dans le classement mondial de la corruption perçue (69e), l'augmentation de 40% du coût des grands travaux, la diminution des plaintes et condamnations pour corruption, l'analyse du potentiel de croissance de l'italien économie en l'absence de phénomènes de corruption (plus du triple à court terme et du double à long terme dans la période 1970-2000). Bon nombre des mesures préventives proposées ont fusionné dans la loi anticorruption (loi du 6 novembre 2012, n. 190, dite loi Severino) et le décret législatif sur la transparence administrative du 14 mars 2013, n. 33.
Nommé Secrétaire général de la présidence du Conseil des ministres du Gouvernement Letta et président de la Commission pour l'élaboration de mesures de lutte contre la criminalité, y compris patrimoniale (la définition de «l'économie criminelle» contenue dans le rapport a été citée par le Gouverneur de la Banque d'Italie, Ignazio Visco, audité par la Commission parlementaire anti-mafia en janvier 2015). La Commission, qui comprenait entre autres les magistrats Nicola Gratteri et Raffaele Cantone, a travaillé gratuitement à la rédaction du rapport «Pour une politique anti-mafia moderne - Analyse du phénomène et propositions d’intervention et de réforme» présenté par Garofoli lui-même en collaboration avec Enrico Letta et Angelino Alfano au Palazzo Chigi.
Il est «démis de ses fonctions» par la justice pour pouvoir occuper le poste de chef de cabinet du ministre de l'économie et des finances du gouvernement Renzi en février 2014 (le ministère a renoncé à la rémunération supplémentaire prévue par le poste par rapport à son salaire de magistrat). Au nom du ministre Padoan, il a coordonné, entre autres, la réunion de travail avec l'ANAC qui a rédigé la directive anti-corruption dans les filiales du ministère (une réunion technique avec Consob travaille sur les règles pour les sociétés cotées) et celui sur les fondations bancaires qui rédige le protocole d'accord entre le ministère de l'Économie et l'association représentative des fondations bancaires, l'ACRI. Ce dernier accord a pour objectif de libérer les fondations des banques cédantes, en faisant d'elles des institutions «sans but lucratif» qui tirent les ressources à allouer à des fins statutaires de la gestion des actifs.
Il reste chef de cabinet du ministre de l'Économie également dans le gouvernement Gentiloni (2016-2018) et dans le gouvernement Conte I.
En octobre 2018, la presse nationale a rapporté les accusations, adressées à lui et au comptable général Daniele Franco par des membres du Mouvement 5 étoiles d'avoir inséré un prêt en faveur de la Croix-Rouge italienne dans le décret fiscal 2019, puis destitué par le Premier ministre Giuseppe Conte. Comme l'a expliqué plus tard le ministre de l'Économie Giovanni Tria, la loi a été demandée par le ministère de la Santé pour débloquer l'allocation des ressources déjà prévues par la loi également en faveur des travailleurs du CRI pour le paiement de leur liquidation.
Il démissionne après la clôture de la loi de finances en décembre 2018. Il Fatto Quotidiano reconnaîtra plus tard le non-fondement de la campagne de presse contre lui. Il retourne ensuite au Conseil d'État en tant que président de section. 
Le 13 février 2021, il est nommé secrétaire du Conseil des ministres du cabinet du Premier ministre Mario Draghi,.

## Publications
- I Tre assi, (avec Giuliano Amato), Neldiritto Editore, 2009.
- Casi di penale. Atti e pareri, (avec Giulia Bongiorno), Neldiritto Editore, 2008
- Manuale di diritto penale, Neldiritto Editore, 2017
- Principi e tracce di amministrativo, Neldiritto Editore, 2017
- Codice amministrativo ragionato, Neldiritto Editore, 2020

## Distinctions
- Grand officier de l'ordre du Mérite de la République italienne‎ (27 décembre 2013[23])
- Commandeur de l'ordre du Mérite de la République italienne‎ (2 juin 2011[24])